# NHL Entry Draft 1996
L'NHL Entry Draft 1996 è stato il 34º draft della National Hockey League. Si è tenuto il 22 giugno 1996 presso il Kiel Center di St. Louis.
Per la prima volta al Draft avrebbe dovuto parte la franchigia dei Phoenix Coyotes, erede dei Winnipeg Jets, tuttavia al momento delle selezioni mancava ancora l'ufficialità del trasferimento, pertanto i giocatori furono selezionati ancora sotto la denominazione Jets. Il consiglio della NHL approvò il cambio di città il 1º luglio 1996. Il numero delle scelte effettuate crebbe da 234 a 241 grazie all'introduzione di alcune scelte compensatory: le franchigie che nell'estate del 1995 avevano perso un giocatore divenuto unrestricted free agent vennero premiate con una scelta aggiuntiva. Non potevano essere aggiunte scelte al primo giro del Draft. Per la prima volta fu scelto un giocatore proveniente dalla Lituania.
Gli Ottawa Senators selezionarono il difensore canadese Chris Phillips dai Prince Albert Raiders, i San Jose Sharks invece come seconda scelta puntarono sul difensore russo Andrej Zjuzin, proveniente dallo Salavat Julaev Ufa, mentre i New York Islanders scelsero in terza posizione l'ala destra canadese Jean-Pierre Dumont dei Val-d'Or Foreurs. Fra i 241 giocatori selezionati 138 erano attaccanti, 80 erano difensori mentre 23 erano portieri. Dei giocatori scelti 99 giocarono in NHL.

## Turni
|  | = NHL All-Star |  |  | = NHL All-Star e NHL All-Star Team |  |

Legenda delle posizioni

A = Attaccante   AD = Ala destra   AS = Ala sinistra   C = Centro   D = Difensore   P = Portiere

### Primo giro
| #  | Giocatore                | Nazionalità | Squadra NHL                                            | Squadra di provenienza               |
| -- | ------------------------ | ----------- | ------------------------------------------------------ | ------------------------------------ |
| 1  | Chris Phillips (D)       | Canada      | Ottawa Senators                                        | Prince Albert Raiders (WHL)          |
| 2  | Andrej Zjuzin (D)        | Russia      | San Jose Sharks                                        | Salavat Julaev (CSI)                 |
| 3  | Jean-Pierre Dumont (AD)  | Canada      | New York Islanders                                     | Val-d'Or Foreurs (QMJHL)             |
| 4  | Aleksandr Volčkov (AS)   | Russia      | Washington Capitals (da Los Angeles)                   | Barrie Colts (OHL)                   |
| 5  | Ric Jackman (D)          | Canada      | Dallas Stars                                           | S.S. Marie Greyhounds (OHL)          |
| 6  | Boyd Devereaux (C)       | Canada      | Edmonton Oilers                                        | Kitchener Rangers (OHL)              |
| 7  | Erik Rasmussen (C)       | Stati Uniti | Buffalo Sabres                                         | Minnesota Gophers (WCHA)             |
| 8  | Johnathan Aitken (D)     | Canada      | Boston Bruins (da Hartford)                            | Medicine Hat Tigers (WHL)            |
| 9  | Ruslan Salej (D)         | Bielorussia | Mighty Ducks of Anaheim                                | Las Vegas Thunder (IHL)              |
| 10 | Lance Ward (D)           | Canada      | New Jersey Devils                                      | Red Deer Rebels (WHL)                |
| 11 | Dan Focht (D)            | Canada      | Winnipeg Jets                                          | Tri-City Americans (WHL)             |
| 12 | Josh Holden (C)          | Canada      | Vancouver Canucks                                      | Regina Pats (WHL)                    |
| 13 | Derek Morris (D)         | Canada      | Calgary Flames                                         | Regina Pats (WHL)                    |
| 14 | Marty Reasoner (C)       | Stati Uniti | St. Louis Blues (da St. Louis via Edmonton)            | Boston College Eagles (Hockey East)  |
| 15 | Dainius Zubrus (AD)      | Lituania    | Philadelphia Flyers (da Toronto)                       | Pembroke Lumber Kings (CCHL)         |
| 16 | Mario Larocque (D)       | Canada      | Tampa Bay Lightning                                    | Hull Olympiques (QMJHL)              |
| 17 | Jaroslav Svejkovský (AD) | Rep. Ceca   | Washington Capitals                                    | Tri-City Americans (WHL)             |
| 18 | Matt Higgins (C)         | Canada      | Montreal Canadiens                                     | Moose Jaw Warriors (WHL)             |
| 19 | Matthieu Descôteaux (D)  | Canada      | Edmonton Oilers (da Boston)                            | Shawinigan Cataractes (QMJHL)        |
| 20 | Marcus Nilson (AS)       | Svezia      | Florida Panthers                                       | Djurgården (Elitserien)              |
| 21 | Marco Sturm (AS)         | Germania    | San Jose Sharks (da Chicago)                           | EV Landshut (DEL)                    |
| 22 | Jeff Brown (D)           | Canada      | New York Rangers                                       | Sarnia Sting (OHL)                   |
| 23 | Craig Hillier (P)        | Canada      | Pittsburgh Penguins                                    | Ottawa 67's (OHL)                    |
| 24 | Daniel Brière (C)        | Canada      | Winnipeg Jets (da Philadelphia via San Jose e Buffalo) | D.ville Voltigeurs (QMJHL)           |
| 25 | Peter Ratchuk (D)        | Stati Uniti | Colorado Avalanche                                     | Shattuck-St. Mary's (USHS-Minnesota) |
| 26 | Jesse Wallin (D)         | Canada      | Detroit Red Wings                                      | Red Deer Rebels (WHL)                |

### Secondo giro
| #  | Giocatore            | Nazionalità | Squadra NHL                                            | Squadra di provenienza         |
| -- | -------------------- | ----------- | ------------------------------------------------------ | ------------------------------ |
| 27 | Cory Sarich (D)      | Canada      | Buffalo Sabres (da Ottawa via St. Louis)               | Saskatoon Blades (WHL)         |
| 28 | Pavel Skrbek (D)     | Rep. Ceca   | Pittsburgh Penguins (da San Jose via New Jersey)       | Rytíři Kladno (Extraliga)      |
| 29 | Dan LaCouture (AS)   | Stati Uniti | New York Islanders                                     | Springfield Olympics (EJHL)    |
| 30 | Josh Green (C)       | Canada      | Los Angeles Kings                                      | Medicine Hat Tigers (WHL)      |
| 31 | Rémi Royer (D)       | Canada      | Chicago Blackhawks (da Dallas via Winnipeg e San Jose) | Saint-Hyacinthe Lasers (QMJHL) |
| 32 | Chris Hajt (D)       | Canada      | Edmonton Oilers                                        | Guelph Storm (OHL)             |
| 33 | Darren Van Oene (AS) | Canada      | Buffalo Sabres                                         | Brandon Wheat Kings (WHL)      |
| 34 | Trevor Wasyluk (AS)  | Canada      | Hartford Whalers                                       | Medicine Hat Tigers (WHL)      |
| 35 | Matt Cullen (C)      | Stati Uniti | Mighty Ducks of Anaheim                                | St. Cloud State Huskies (WCHA) |
| 36 | Marek Posmyk (D)     | Rep. Ceca   | Toronto Maple Leafs (da New Jersey)                    | Dukla Jihlava (Extraliga)      |
| 37 | Marián Cisár (AD)    | Slovacchia  | Los Angeles Kings (da Winnipeg)                        | Slovan Bratislava (Extraliga)  |
| 38 | Wes Mason (AS)       | Canada      | New Jersey Devils (da Vancouver)                       | Sarnia Sting (OHL)             |
| 39 | Travis Brigley (AS)  | Canada      | Calgary Flames                                         | Lethbridge Hurricanes (WHL)    |
| 40 | Steve Bégin (C)      | Canada      | Calgary Flames (da St. Louis)                          | Val-d'Or Foreurs (QMJHL)       |
| 41 | Josh DeWolf (D)      | Stati Uniti | New Jersey Devils (da Toronto via Pittsburgh)          | Twin Cities Vulcans (USHL)     |
| 42 | Jeff Paul (D)        | Canada      | Chicago Blackhawks (da Tampa Bay)                      | Niagara Falls Thunder (OHL)    |
| 43 | Jan Bulis (C)        | Rep. Ceca   | Washington Capitals                                    | Barrie Colts (OHL)             |
| 44 | Mathieu Garon (P)    | Canada      | Montreal Canadiens                                     | Victoriaville Tigres (QMJHL)   |
| 45 | Henry Kuster (AD)    | Canada      | Boston Bruins                                          | Medicine Hat Tigers (WHL)      |
| 46 | Geoff Peters (C)     | Canada      | Chicago Blackhawks (da Florida via San Jose)           | Niagara Falls Thunder (OHL)    |
| 47 | Pierre Dagenais (AS) | Canada      | New Jersey Devils (da Chicago via Tampa Bay)           | Moncton Wildcats (QMJHL)       |
| 48 | Daniel Goneau (AS)   | Canada      | New York Rangers                                       | Granby Prédateurs (QMJHL)      |
| 49 | Colin White (D)      | Canada      | New Jersey Devils (da Pittsburgh)                      | Hull Olympiques (QMJHL)        |
| 50 | Francis Larivée (P)  | Canada      | Toronto Maple Leafs (da Philadelphia)                  | Laval Titan (QMJHL)            |
| 51 | Jurij Babenko (C)    | Russia      | Colorado Avalanche                                     | Kryl'ja Sovetov (CSI)          |
| 52 | Aren Miller (P)      | Canada      | Detroit Red Wings                                      | Spokane Chiefs (WHL)           |

### Terzo giro
| #  | Giocatore                | Nazionalità | Squadra NHL                                        | Squadra di provenienza               |
| -- | ------------------------ | ----------- | -------------------------------------------------- | ------------------------------------ |
| 53 | Éric Naud (AS)           | Canada      | Boston Bruins (da Ottawa)                          | Saint-Hyacinthe Lasers (QMJHL)       |
| 54 | François Méthot (C)      | Canada      | Buffalo Sabres                                     | Saint-Hyacinthe Lasers (QMJHL)       |
| 55 | Terry Friesen (P)        | Canada      | San Jose Sharks                                    | Swift Current Broncos (WHL)          |
| 56 | Zdeno Chára (D)          | Slovacchia  | New York Islanders                                 | Dukla Trenčín (Extraliga)            |
| 57 | Greg Phillips (C)        | Canada      | Los Angeles Kings                                  | Saskatoon Blades (WHL)               |
| 58 | Sergej Zimakov (D)       | Russia      | Washington Capitals (da Dallas)                    | Kryl'ja Sovetov (CSI)                |
| 59 | Tom Poti (D)             | Stati Uniti | Edmonton Oilers                                    | Cushing Academy (USHS-Massachusetts) |
| 60 | Chris Allen (D)          | Canada      | Florida Panthers (da Buffalo)                      | Kingston Frontenacs (OHL)            |
| 61 | Andrej Petrunin (AD)     | Russia      | Hartford Whalers                                   | CSKA Mosca (CSI)                     |
| 62 | Per-Anton Lundström (D)  | Svezia      | Winnipeg Jets (da Anaheim)                         | MODO (Elitserien)                    |
| 63 | Scott Parker (AD)        | Stati Uniti | New Jersey Devils                                  | Kelowna Rockets (WHL)                |
| 64 | Chester Gallant (AD)     | Canada      | Philadelphia Flyers (da Winnipeg)                  | Niagara Falls Thunder (OHL)          |
| 65 | Oleg Kvaša (C)           | Russia      | New York Rangers                                   | CSKA Mosca (CSI)                     |
| 66 | Mike Lankshear (D)       | Canada      | Toronto Maple Leafs (da Calgary)                   | Guelph Storm (OHL)                   |
| 67 | Gordie Dwyer (AS)        | Canada      | St. Louis Blues                                    | Beauport Harfangs (QMJHL)            |
| 68 | Kostjantyn Kalmykov (AD) | Ucraina     | Toronto Maple Leafs                                | Detroit Falcons (UHL)                |
| 69 | Curtis Tipler (AD)       | Canada      | Tampa Bay Lightning                                | Regina Pats (WHL)                    |
| 70 | Jon Sim (AS)             | Canada      | Dallas Stars (da Washington)                       | Sarnia Sting (OHL)                   |
| 71 | Arron Asham (AD)         | Canada      | Montreal Canadiens                                 | Red Deer Rebels (WHL)                |
| 72 | Boyd Kane (AS)           | Canada      | Pittsburgh Penguins (da Boston)                    | Regina Pats (WHL)                    |
| 73 | Dmitrij Vlasenkov (AS)   | Russia      | Calgary Flames (da Florida)                        | Torpedo Jaroslavl' (CSI)             |
| 74 | David Weninger (P)       | Canada      | Washington Capitals (da Chicago)                   | Michigan Tech Huskies (WCHA)         |
| 75 | Zenith Komarniski (D)    | Canada      | Vancouver Canucks                                  | Tri-City Americans (WHL)             |
| 76 | Dmitrij Subbotin (AS)    | Russia      | New York Rangers                                   | CSKA Mosca (CSI)                     |
| 77 | Borys Procenko (AD)      | Ucraina     | Pittsburgh Penguins                                | Calgary Hitmen (WHL)                 |
| 78 | Shawn McNeil (C)         | Canada      | Washington Capitals (da Philadelphia via Colorado) | Kamloops Blazers (WHL)               |
| 79 | Mark Parrish (AD)        | Stati Uniti | Colorado Avalanche                                 | St. Cloud State Huskies (WCHA)       |
| 80 | Jason Doyle (AD)         | Canada      | Boston Bruins (da Detroit via Tampa Bay)           | S.S. Marie Greyhounds (OHL)          |

### Quarto giro
| #   | Giocatore              | Nazionalità | Squadra NHL                                                   | Squadra di provenienza         |
| --- | ---------------------- | ----------- | ------------------------------------------------------------- | ------------------------------ |
| 81  | Antti-Jussi Niemi (D)  | Finlandia   | Ottawa Senators                                               | Jokerit (SM-liiga)             |
| 82  | Joey Tetarenko (AD)    | Canada      | Florida Panthers (da San Jose)                                | Portland Winterhawks (WHL)     |
| 83  | Tyrone Garner (P)      | Canada      | New York Islanders                                            | Oshawa Generals (OHL)          |
| 84  | Mikael Simons (AD)     | Svezia      | Los Angeles Kings (da Los Angeles via Toronto e Philadelphia) | Mora (Elitserien)              |
| 85  | Justin Davis (AD)      | Canada      | Washington Capitals (da Dallas via Los Angeles)               | Kingston Frontenacs (OHL)      |
| 86  | Jason Sessa (AD)       | Stati Uniti | Toronto Maple Leafs (da Edmonton)                             | Lake Superior S. Lakers (CCHA) |
| 87  | Kurt Walsh (AD)        | Canada      | Buffalo Sabres                                                | Owen Sound Attack (OHL)        |
| 88  | Craig MacDonald (C)    | Canada      | Hartford Whalers                                              | Harvard Crimson (ECAC)         |
| 89  | Toni Lydman (D)        | Finlandia   | Calgary Flames                                                | Pelicans (SM-liiga)            |
| 90  | Mike Hurley (AD)       | Canada      | Dallas Stars (da Anaheim via Washington)                      | Tri-City Americans (WHL)       |
| 91  | Josef Boumedienne (D)  | Svezia      | New Jersey Devils                                             | Huddinge (Elitserien)          |
| 92  | Kim Staal (AS)         | Danimarca   | Montreal Canadiens (da Winnipeg via Anaheim e Toronto)        | Malmö (Elitserien)             |
| 93  | Jonas Soling (AS)      | Svezia      | Vancouver Canucks                                             | Huddinge (Elitserien)          |
| 94  | Christian Lefebvre (D) | Canada      | Calgary Flames                                                | Granby Prédateurs (QMJHL)      |
| 95  | Jon Zukiwsky (C)       | Canada      | St. Louis Blues                                               | Red Deer Rebels (WHL)          |
| 96  | Éric Bélanger (C)      | Canada      | Los Angeles Kings (da Toronto)                                | Beauport Harfangs (QMJHL)      |
| 97  | Andrej Petrakov (AS)   | Russia      | St. Louis Blues (da Tampa Bay)                                | Avtomobilist (CSI)             |
| 98  | Ben Storey (D)         | Canada      | Colorado Avalanche (da Washington)                            | Harvard Crimson (ECAC)         |
| 99  | Étienne Drapeau (C)    | Canada      | Montreal Canadiens                                            | Beauport Harfangs (QMJHL)      |
| 100 | Trent Whitfield (C)    | Canada      | Boston Bruins                                                 | Spokane Chiefs (WHL)           |
| 101 | Josh MacNevin (D)      | Canada      | New Jersey Devils                                             | Vernon Vipers (BCHL)           |
| 102 | Matt Bradley (AD)      | Canada      | San Jose Sharks (da Florida)                                  | Kingston Frontenacs (OHL)      |
| 103 | Vladimir Antipov (AS)  | Russia      | Toronto Maple Leafs (da Chicago via Winnipeg)                 | Torpedo Jaroslavl' (CSI)       |
| 104 | Steve Wasylko (C)      | Canada      | Hartford Whalers (da NY Rangers)                              | Plymouth Whalers (OHL)         |
| 105 | Michal Rozsíval (D)    | Rep. Ceca   | Pittsburgh Penguins                                           | Dukla Jihlava (Extraliga)      |
| 106 | Mike Martone (D)       | Canada      | Buffalo Sabres (da Philadelphia via San Jose)                 | Peterborough Petes (OHL)       |
| 107 | Randy Petruk (P)       | Canada      | Colorado Avalanche                                            | Kamloops Blazers (WHL)         |
| 108 | Johan Forsander (AS)   | Svezia      | Detroit Red Wings                                             | HV71 (Elitserien)              |

### Quinto giro
| #   | Giocatore                | Nazionalità | Squadra NHL                                | Squadra di provenienza              |
| --- | ------------------------ | ----------- | ------------------------------------------ | ----------------------------------- |
| 109 | Andy Berenzweig (D)      | Stati Uniti | New York Islanders (da Ottawa)             | Michigan Wolverines (CCHA)          |
| 110 | Peter Cava (C)           | Canada      | Toronto Maple Leafs (da San Jose)          | S.S. Marie Greyhounds (OHL)         |
| 111 | Brandon Sugden (AD)      | Rep. Ceca   | Toronto Maple Leafs (da NY Islanders)      | London Knights (OHL)                |
| 112 | Ryan Christie (AS)       | Canada      | Dallas Stars (da Los Angeles)              | Owen Sound Attack (OHL)             |
| 113 | Evgenij Cybuk (D)        | Russia      | Dallas Stars                               | Torpedo Jaroslavl' (CSI)            |
| 114 | Brian Urick (AD)         | Stati Uniti | Edmonton Oilers                            | Notre Dame Fighting Irish (CCHA)    |
| 115 | Aleksej Tezikov (D)      | Russia      | Dallas Stars                               | Lada Togliatti (CSI)                |
| 116 | Mark McMahon (D)         | Canada      | Hartford Whalers                           | Kitchener Rangers (OHL)             |
| 117 | Brendan Buckley (D)      | Stati Uniti | Mighty Ducks of Anaheim                    | Boston College Eagles (Hockey East) |
| 118 | Glenn Crawford (C)       | Canada      | New Jersey Devils                          | Windsor Spitfires (OHL)             |
| 119 | Richard Lintner (D)      | Slovacchia  | Winnipeg Jets                              | Dukla Trenčín (Extraliga)           |
| 120 | Jesse Black (D)          | Canada      | Los Angeles Kings                          | Niagara Falls Thunder (OHL)         |
| 121 | Tyler Prosofsky (C)      | Canada      | Vancouver Canucks                          | Kelowna Rockets (WHL)               |
| 122 | Josef Straka (C)         | Rep. Ceca   | Calgary Flames                             | Litvínov (Extraliga)                |
| 123 | Peter Hogan (D)          | Canada      | Los Angeles Kings (da St. Louis)           | Oshawa Generals (OHL)               |
| 124 | Per-Ragnar Bergkvist (P) | Svezia      | Philadelphia Flyers (da Toronto)           | Leksand (Elitserien)                |
| 125 | Jason Robinson (D)       | Canada      | Tampa Bay Lightning                        | Niagara Falls Thunder (OHL)         |
| 126 | Matt Lahey (AS)          | Canada      | Washington Capitals                        | Peterborough Petes (OHL)            |
| 127 | Daniel Archambault (D)   | Canada      | Montreal Canadiens                         | Val-d'Or Foreurs (QMJHL)            |
| 128 | Petr Šachl (C)           | Rep. Ceca   | New York Islanders (da Boston)             | České Budějovice (Extraliga)        |
| 129 | Andrew Long (C)          | Canada      | Florida Panthers                           | Guelph Storm (OHL)                  |
| 130 | Andy Johnson (D)         | Canada      | Chicago Blackhawks                         | Peterborough Petes (OHL)            |
| 131 | Colin Pepperall (AS)     | Canada      | New York Rangers                           | Niagara Falls Thunder (OHL)         |
| 132 | Elias Abrahamsson (D)    | Svezia      | Boston Bruins (da Pittsburgh via San Jose) | Halifax Mooseheads (QMJHL)          |
| 133 | Jesse Boulerice (AD)     | Stati Uniti | Philadelphia Flyers                        | Plymouth Whalers (OHL)              |
| 134 | Luke Curtin (AS)         | Stati Uniti | Colorado Avalanche                         | Kelowna Rockets (WHL)               |
| 135 | Michal Podolka (P)       | Rep. Ceca   | Detroit Red Wings                          | S.S. Marie Greyhounds (OHL)         |

### Sesto giro
| #   | Giocatore              | Nazionalità | Squadra NHL                                      | Squadra di provenienza            |
| --- | ---------------------- | ----------- | ------------------------------------------------ | --------------------------------- |
| 136 | Andreas Dackell (AS)   | Svezia      | Ottawa Senators                                  | Brynäs (Elitserien)               |
| 137 | Michel Larocque (P)    | Canada      | San Jose Sharks                                  | Boston U. Terriers (ECAC)         |
| 138 | Todd Miller (C)        | Canada      | New York Islanders                               | Sarnia Sting (OHL)                |
| 139 | Robert Esche (P)       | Stati Uniti | Winnipeg Jets (da Los Angeles)                   | Plymouth Whalers (OHL)            |
| 140 | Dmytro Jakušyn (D)     | Ucraina     | Toronto Maple Leafs (da Dallas)                  | Pembroke Lumber Kings (CCHL)      |
| 141 | Bryan Randall (C)      | Canada      | Edmonton Oilers                                  | Medicine Hat Tigers (WHL)         |
| 142 | Ryan Davis (AD)        | Canada      | Buffalo Sabres                                   | Owen Sound Attack (OHL)           |
| 143 | Aaron Baker (P)        | Canada      | Hartford Whalers                                 | Tri-City Americans (WHL)          |
| 144 | Magnus Nilsson (AS)    | Svezia      | Detroit Red Wings (da Anaheim)                   | Vita Hästen (Elitserien)          |
| 145 | Sean Ritchlin (AD)     | Stati Uniti | New Jersey Devils                                | Michigan Wolverines (CCHA)        |
| 146 | Brian Willsie (AS)     | Canada      | Colorado Avalanche (da Winnipeg via Los Angeles) | Guelph Storm (OHL)                |
| 147 | Nolan McDonald (P)     | Canada      | Vancouver Canucks                                | Vermont Catamounts (Hockey East)  |
| 148 | Chris Bogas (D)        | Stati Uniti | Toronto Maple Leafs (da Calgary)                 | Michigan St. Spartans (CCHA)      |
| 149 | Blaine Russell (P)     | Canada      | Mighty Ducks of Anaheim (da St. Louis)           | Prince Albert Raiders (WHL)       |
| 150 | Peter Bergman (C)      | Canada      | Pittsburgh Penguins                              | Kamloops Blazers (WHL)            |
| 151 | Lucio DeMartinis (AS)  | Canada      | Toronto Maple Leafs                              | Shawinigan Cataractes (QMJHL)     |
| 152 | Nikolaj Ignatov (D)    | Russia      | Tampa Bay Lightning (da Tampa Bay via St. Louis) | CSKA Mosca (CSI)                  |
| 153 | A. J. van Bruggen (AD) | Stati Uniti | Washington Capitals                              | Northern Michigan Wildcats (CCHA) |
| 154 | Brett Clark (D)        | Canada      | Montreal Canadiens                               | Maine Black Bears (Hockey East)   |
| 155 | Chris Lane (D)         | Canada      | Boston Bruins                                    | Spokane Chiefs (WHL)              |
| 156 | Gaëtan Poirier (AS)    | Canada      | Florida Panthers                                 | Merrimack Warriors (Hockey East)  |
| 157 | Xavier Delisle (C)     | Canada      | Tampa Bay Lightning (da Chicago)                 | Granby Prédateurs (QMJHL)         |
| 158 | Ola Sandberg (D)       | Svezia      | New York Rangers                                 | Djurgården (Elitserien)           |
| 159 | Stephen Wagner (P)     | Canada      | St. Louis Blues (da Pittsburgh)                  | Olds Grizzlys (AJHL)              |
| 160 | Kai Fischer (P)        | Germania    | Colorado Avalanche (da Philadelphia)             | Düsseldorfer EG (DEL)             |
| 161 | Darren Mortier (C)     | Canada      | Buffalo Sabres (da Colorado)                     | Sarnia Sting (OHL)                |
| 162 | Alexandre Jacques (C)  | Canada      | Detroit Red Wings                                | Shawinigan Cataractes (QMJHL)     |

### Settimo giro
| #   | Giocatore               | Nazionalità | Squadra NHL                     | Squadra di provenienza              |
| --- | ----------------------- | ----------- | ------------------------------- | ----------------------------------- |
| 163 | François Hardy (D)      | Canada      | Ottawa Senators                 | Val-d'Or Foreurs (QMJHL)            |
| 164 | Jake Deadmarsh (D)      | Canada      | San Jose Sharks                 | Kamloops Blazers (WHL)              |
| 165 | J. R. Prestifilippo (P) | Stati Uniti | New York Islanders              | Hotchkiss School (USHS-Connecticut) |
| 166 | Eoin McInerney (P)      | Canada      | Dallas Stars (da Los Angeles)   | London Knights (OHL)                |
| 167 | Dan Hinote (AD)         | Stati Uniti | Colorado Avalanche (da Dallas)  | Army Black Knights (NCAA)           |
| 168 | David Bernier (AD)      | Canada      | Edmonton Oilers                 | Saint-Hyacinthe Lasers (QMJHL)      |
| 169 | Daniel Corso (C)        | Canada      | St. Louis Blues (da Buffalo)    | Victoriaville Tigres (QMJHL)        |
| 170 | Brandon Lafrance (AD)   | Canada      | Edmonton Oilers (da Pittsburgh) | Ohio State Buckeyes (CCHA)          |
| 171 | Greg Kuznik (D)         | Canada      | Hartford Whalers                | Seattle Thunderbirds (WHL)          |
| 172 | Timo Ahmaoja (D)        | Finlandia   | Mighty Ducks of Anaheim         | JYP (SM-liiga)                      |
| 173 | Daryl Andrews (D)       | Canada      | New Jersey Devils               | Melfort Mustangs (SJHL)             |
| 174 | Trevor Letowski (AD)    | Canada      | Winnipeg Jets                   | Sarnia Sting (OHL)                  |
| 175 | Clint Cabana (D)        | Canada      | Vancouver Canucks               | Medicine Hat Tigers (WHL)           |
| 176 | Samuel Påhlsson (C)     | Svezia      | Colorado Avalanche (da Calgary) | MODO (Elitserien)                   |
| 177 | Reed Low (AD)           | Canada      | St. Louis Blues                 | Moose Jaw Warriors (WHL)            |
| 178 | Reggie Berg (C)         | Stati Uniti | Toronto Maple Leafs             | Minnesota Gophers (WCHA)            |
| 179 | Pavel Kubina (D)        | Rep. Ceca   | Tampa Bay Lightning             | Vítkovice Steel (Extraliga)         |
| 180 | Michael Anderson (AD)   | Stati Uniti | Washington Capitals             | Minnesota Gophers (WCHA)            |
| 181 | Timo Vertala (AD)       | Finlandia   | Montreal Canadiens              | JYP (SM-liiga)                      |
| 182 | Thomas Brown (D)        | Canada      | Boston Bruins                   | Sarnia Sting (OHL)                  |
| 183 | Alexandre Couture (D)   | Canada      | Florida Panthers                | Victoriaville Tigres (QMJHL)        |
| 184 | Mike Vellinga (D)       | Canada      | Chicago Blackhawks              | Guelph Storm (OHL)                  |
| 185 | Jeff Dessner (D)        | Stati Uniti | New York Rangers                | Taft School (USHS-Connecticut)      |
| 186 | Éric Meloche (AD)       | Canada      | Pittsburgh Penguins             | Cornwall Colts (CCHL)               |
| 187 | Roman Malov (AS)        | Russia      | Philadelphia Flyers             | Avangard Omsk (CSI)                 |
| 188 | Roman Pylner (C)        | Rep. Ceca   | Colorado Avalanche              | Litvínov (Extraliga)                |
| 189 | Colin Beardsmore (C)    | Canada      | Detroit Red Wings               | North Bay Centennials (OHL)         |

### Ottavo giro
| #   | Giocatore             | Nazionalità | Squadra NHL                      | Squadra di provenienza                |
| --- | --------------------- | ----------- | -------------------------------- | ------------------------------------- |
| 190 | Steve Valiquette (P)  | Canada      | Los Angeles Kings (da Ottawa)    | Sudbury Wolves (OHL)                  |
| 191 | Cory Cyrenne (C)      | Canada      | San Jose Sharks                  | Brandon Wheat Kings (WHL)             |
| 192 | Evgenij Korolëv (D)   | Russia      | New York Islanders               | Peterborough Petes (OHL)              |
| 193 | Kai Nurminen (AS)     | Finlandia   | Los Angeles Kings                | HV71 (Elitserien)                     |
| 194 | Joel Kwiatkowski (D)  | Canada      | Dallas Stars                     | Prince George Cougars (WHL)           |
| 195 | Fernando Pisani (AD)  | Canada      | Edmonton Oilers                  | St. Albert Saints (AJHL)              |
| 196 | Andrej Podkonický (C) | Slovacchia  | St. Louis Blues (da Buffalo)     | HKm Zvolen (Extraliga)                |
| 197 | Kevin Marsh (AS)      | Canada      | Hartford Whalers                 | Calgary Hitmen (WHL)                  |
| 198 | Kevin Kellett (D)     | Canada      | Mighty Ducks of Anaheim          | Prince Albert Raiders (WHL)           |
| 199 | Willie Mitchell (D)   | Canada      | New Jersey Devils                | Melfort Mustangs (SJHL)               |
| 200 | Nick Lent (AD)        | Stati Uniti | Winnipeg Jets                    | Omaha Lancers (USHL)                  |
| 201 | Jeff Scissons (C)     | Canada      | Vancouver Canucks                | Vernon Vipers (BCHL)                  |
| 202 | Ryan Wade (AS)        | Canada      | Calgary Flames                   | Kelowna Rockets (WHL)                 |
| 203 | Anthony Hutchins (C)  | Stati Uniti | St. Louis Blues                  | Lawrence Academy (USHS-Massachusetts) |
| 204 | Tomáš Kaberle (D)     | Rep. Ceca   | Toronto Maple Leafs              | Rytíři Kladno (Extraliga)             |
| 205 | Jason Bertsch (AS)    | Canada      | New Jersey Devils (da Tampa Bay) | Spokane Chiefs (WHL)                  |
| 206 | Oleg Orechovskij (D)  | Russia      | Washington Capitals              | Dinamo Mosca (CSI)                    |
| 207 | Mattia Baldi (AS)     | Svizzera    | Montreal Canadiens               | Ambrì-Piotta (LNA)                    |
| 208 | Bob Prier (AD)        | Canada      | Boston Bruins                    | St. Lawrence Saints (ECAC)            |
| 209 | Denis Chlopotnov (P)  | Russia      | Florida Panthers                 | CSKA Mosca (CSI)                      |
| 210 | Chris Twerdun (D)     | Canada      | Chicago Blackhawks               | Moose Jaw Warriors (WHL)              |
| 211 | Ryan Mckie (D)        | Canada      | New York Rangers                 | London Knights (OHL)                  |
| 212 | Erich Goldmann (D)    | Germania    | Ottawa Senators (da Pittsburgh)  | Adler Mannheim (DEL)                  |
| 213 | Jeff Milleker (C)     | Canada      | Philadelphia Flyers              | Moose Jaw Warriors (WHL)              |
| 214 | Matthew Scorsune (D)  | Stati Uniti | Colorado Avalanche               | Hotchkiss School (USHS-Connecticut)   |
| 215 | Craig Stahl (AD)      | Canada      | Detroit Red Wings                | Tri-City Americans (WHL)              |

### Nono giro
| #   | Giocatore                | Nazionalità | Squadra NHL                         | Squadra di provenienza                 |
| --- | ------------------------ | ----------- | ----------------------------------- | -------------------------------------- |
| 216 | Ivan Čiernik (AS)        | Slovacchia  | Ottawa Senators                     | Nitra (Extraliga)                      |
| 217 | David Thibeault (AS)     | Canada      | San Jose Sharks                     | D.ville Voltigeurs (QMJHL)             |
| 218 | Mike Muzechka (D)        | Canada      | New York Islanders                  | Calgary Hitmen (WHL)                   |
| 219 | Sebastien Simard (AS)    | Canada      | Los Angeles Kings                   | D.ville Voltigeurs (QMJHL)             |
| 220 | Nick Bootland (AD)       | Canada      | Dallas Stars                        | Guelph Storm (OHL)                     |
| 221 | John Hultberg (P)        | Stati Uniti | Edmonton Oilers                     | Kingston Frontenacs (OHL)              |
| 222 | Scott Buhler (P)         | Canada      | Buffalo Sabres                      | Medicine Hat Tigers (WHL)              |
| 223 | Craig Adams (AD)         | Canada      | Hartford Whalers                    | Harvard Crimson (ECAC)                 |
| 224 | Tobias Johansson (AS)    | Svezia      | Mighty Ducks of Anaheim             | Malmö (Elitserien)                     |
| 225 | Pasi Petriläinen (D)     | Finlandia   | Washington Capitals                 | Tappara (SM-liiga)                     |
| 226 | Marc-Etienne Hubert (C)  | Canada      | Winnipeg Jets                       | Laval Titan (QMJHL)                    |
| 227 | Ľubomír Vaic (C)         | Slovacchia  | Vancouver Canucks                   | Košice (Extraliga)                     |
| 228 | Ronald Petrovický (AD)   | Slovacchia  | Calgary Flames                      | Prince George Cougars (WHL)            |
| 229 | Konstantin Šafranov (AD) | Kazakistan  | St. Louis Blues                     | Fort Wayne Komets (IHL)                |
| 230 | Jared Hope (C)           | Canada      | Toronto Maple Leafs                 | Spokane Chiefs (WHL)                   |
| 231 | Askhat Rakhmatullin (AS) | Russia      | Hartford Whalers (da Tampa Bay)     | Salavat Julaev (CSI)                   |
| 232 | Chad Cavanagh (AS)       | Canada      | Washington Capitals                 | London Knights (OHL)                   |
| 233 | Michel Tremblay (AS)     | Canada      | Montreal Canadiens                  | Shawinigan Cataractes (QMJHL)          |
| 234 | Anders Söderberg (AS)    | Svezia      | Boston Bruins                       | MODO (Elitserien)                      |
| 235 | Russell Smith (D)        | Canada      | Florida Panthers                    | Hull Olympiques (QMJHL)                |
| 236 | Andrej Kozyrev (D)       | Russia      | Chicago Blackhawks                  | Severstal’ (QMJHL)                     |
| 237 | Ronnie Sundin (D)        | Svezia      | New York Rangers                    | Västra Frölunda HC (Elitserien)        |
| 238 | Timo Seikkula (C)        | Finlandia   | Pittsburgh Penguins                 | Junkkarit (SM-liiga)                   |
| 239 | Sami Salo (D)            | Finlandia   | Ottawa Senators (from Philadelphia) | TPS (SM-liiga)                         |
| 240 | Justin Clark (AS)        | Stati Uniti | Colorado Avalanche                  | Michigan Wolverines (CCHA)             |
| 241 | Evgenij Afanasiev (AS)   | Russia      | Detroit Red Wings                   | Detroit Little Caesars Midgets (MWEHL) |

## Selezioni classificate per nazionalità
| Pos. | Paese        | Selezioni |
|      | Nord America | 169       |
| ---- | ------------ | --------- |
| 1    | Canada       | 139       |
| 2    | Stati Uniti  | 30        |
|      | Europa       | 72        |
| 3    | Russia       | 20        |
| 4    | Svezia       | 15        |
| 5    | Rep. Ceca    | 11        |
| 6    | Finlandia    | 8         |
| 7    | Slovacchia   | 7         |
| 8    | Germania     | 3         |
| 8    | Ucraina      | 3         |
| 10   | Bielorussia  | 1         |
| 10   | Danimarca    | 1         |
| 10   | Kazakistan   | 1         |
| 10   | Lituania     | 1         |
| 10   | Svizzera     | 1         |